# 短穗多枝扁莎
短穗多枝扁莎（学名：Cyperus polystachyos var. polystachyos）为莎草科莎草属下多枝扁莎的一个变种。